# Oskar-von-Miller-Ring 20

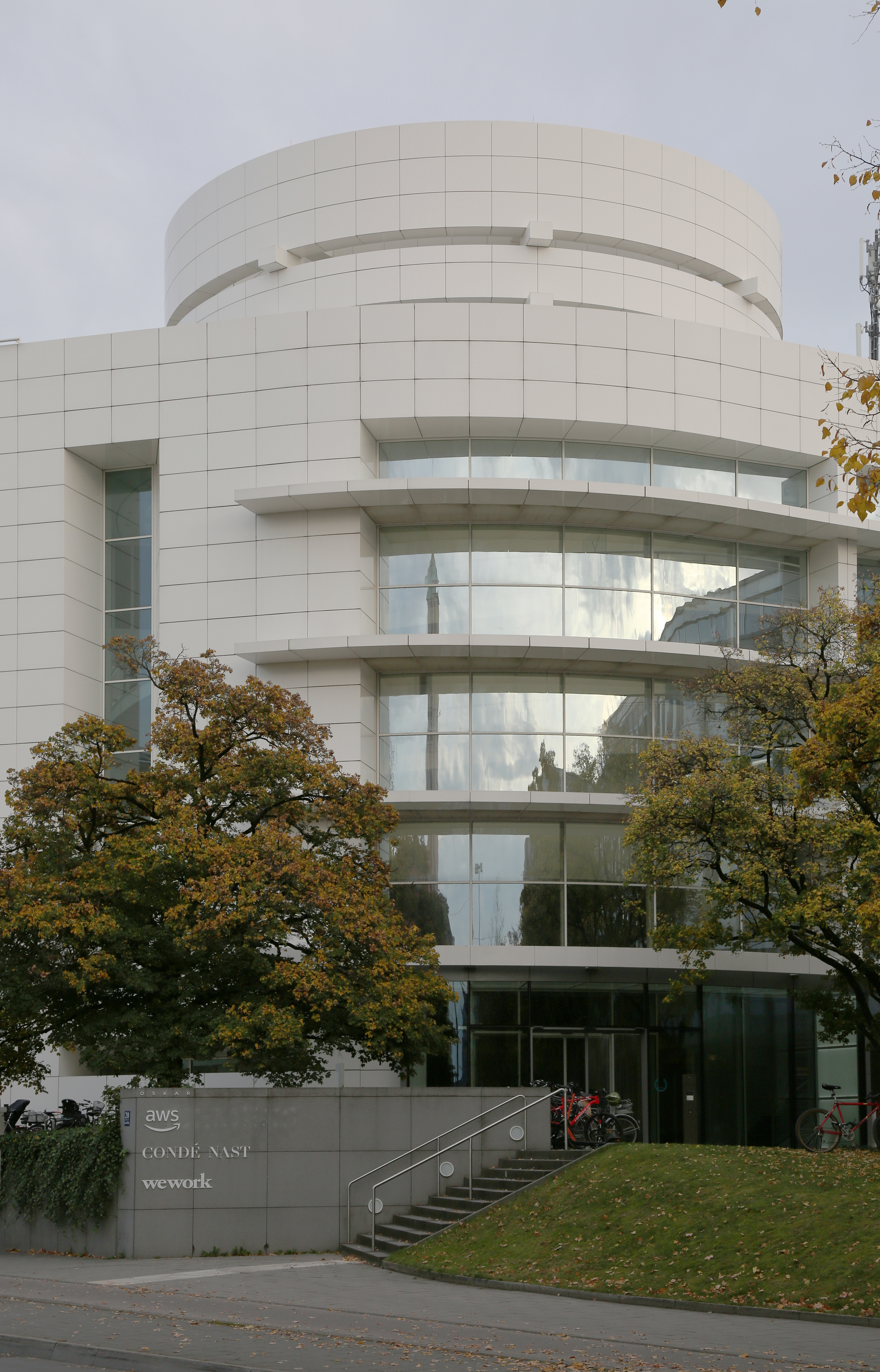
Die Eingangsrotunde mit vorgestelltem, gebogenen Schild, 2019

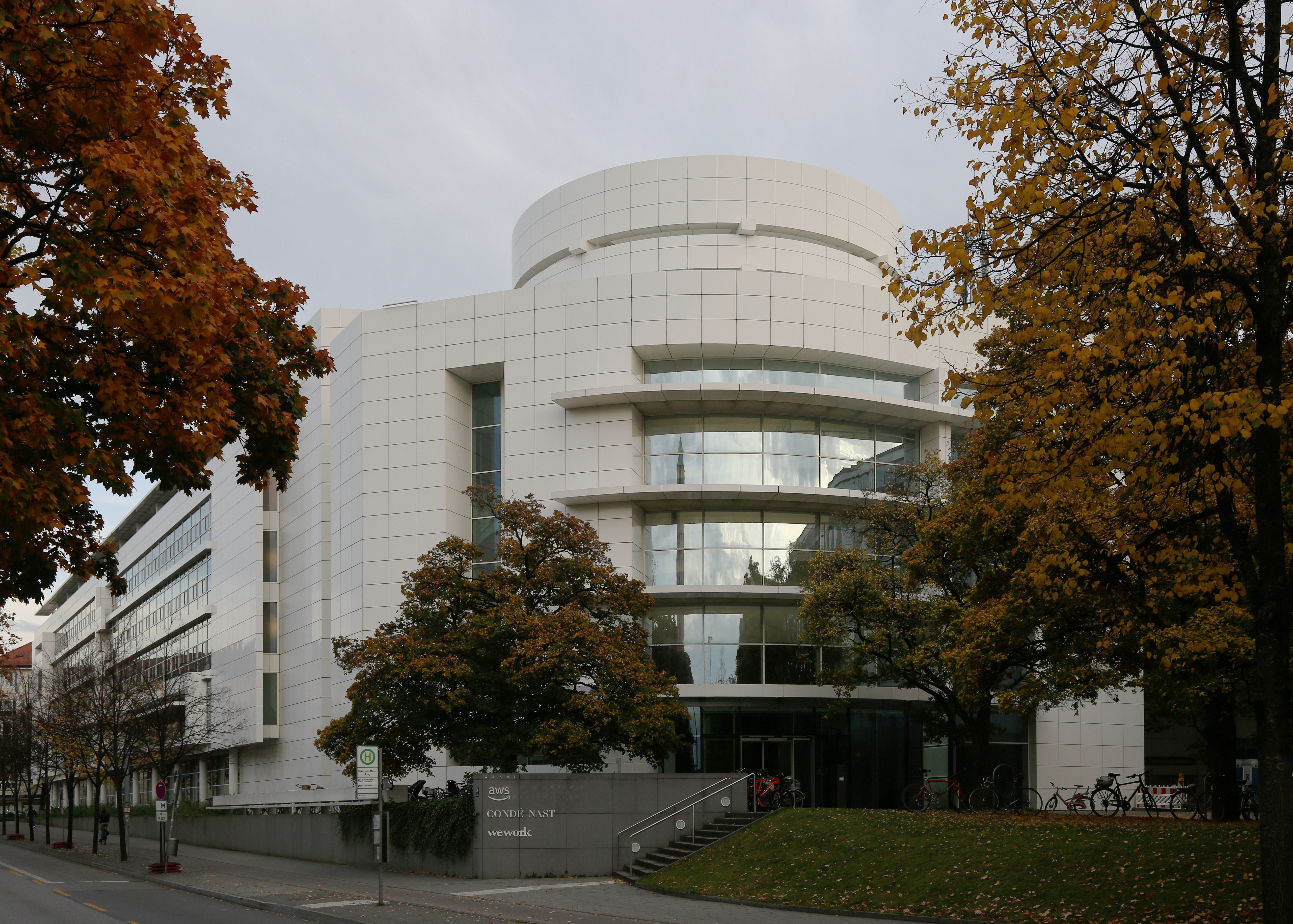
Eingangssituation von der Ecke Oskar-von-Miller-Ring / Von-der-Tann-Straße

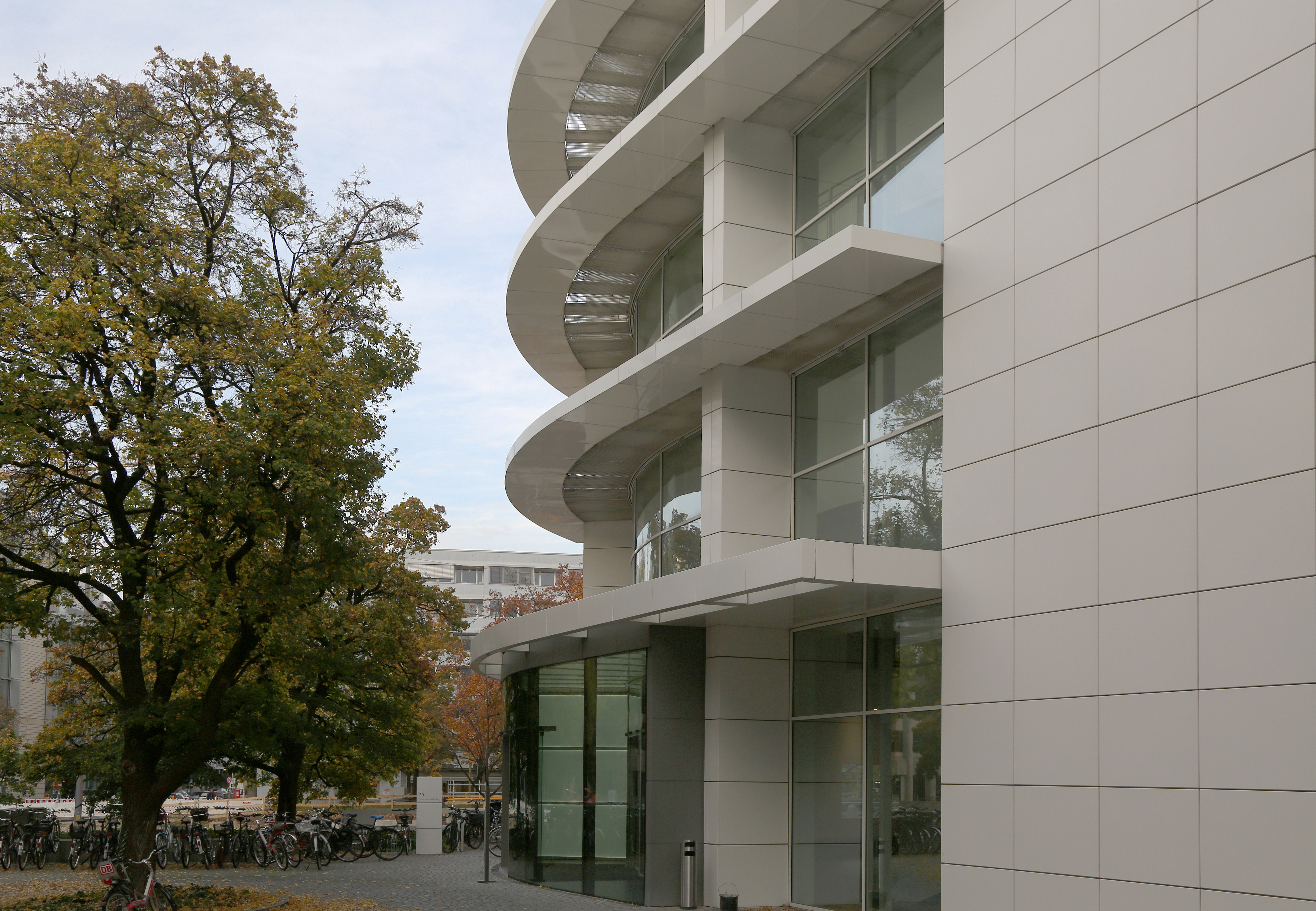
Die Fassade ist mit weiß lackierten Aluminium-Blechen verkleidet

Das Verwaltungsgebäude Oskar-von-Miller-Ring 20 in der Münchner Maxvorstadt ist ein Bauwerk des New Yorker Architekten Richard Meier aus dem Jahr 1999. Es entspricht seinem charakteristischen Stil mit einer glatten Fassade aus weiß-lackierten Metall-Flächen, unterbrochen durch Glasbänder mit eleganten Kurven. Das Gebäude entstand als SiemensForum für die Siemens AG. Nach der Fertigstellung der benachbarten Siemens-Hauptverwaltung 2016 wurde es generalrenoviert. Seit 2017 wird es unter dem von der Adresse abgeleiteten Namen OSKAR vermietet.

## Gebäude
Der Entwurf des Gebäudes ging aus einem Wettbewerb hervor, der 1983 für einen Erweiterungsbau der Siemenszentrale mit Platz für 600 Mitarbeiter ausgelobt worden war. Gewinner war der New Yorker Architekten Richard Meier, bekannt für seine strengen geometrischen Formen, lichtdurchflutete Innenräume und strahlend weiße, glatte Fassaden. Im Siegerentwurf waren bereits die Gebäudeflügel in der später verwirklichten Form enthalten. Der Eingang wurde aber durch ein gekrümmtes Schild gestaltet, das den öffentlichen Straßenraum gegen einen halböffentlichen Raum zwischen dem Neubau und dem damals noch Siemens gehörenden 1950er-Jahre-Bau Oskar-von-Miller-Ring 18 abgrenzte. Meier war es wichtig, dass sein Entwurf sich in das Stadtbild einfügt, „historisch und typologisch“.
Das Wettbewerbsergebnis wurde jedoch von Siemens zunächst zurückgestellt und Meier beauftragt, einen Komplex aus drei Labor- und Bürogebäuden am Siemensstandort in München-Obersendling zu errichten. Erst 1991 kam das Unternehmen wieder auf die Erweiterung der Zentrale am Oskar-von-Miller-Ring zurück. Es dauerte dann noch bis 1997, bis der Bau begann, 1999 wurde das Gebäude fertiggestellt. In der Zwischenzeit hatte Meier den Eingangsbereich des Entwurfs überarbeitet. Statt eines Hohlraums umfasste der Schild jetzt eine sechsgeschossige Rotunde, wobei der Schild selbst nur fünf Stockwerke überspannt.
Das Gebäude verfügt über eine Bruttogeschossfläche von 43.000 m² (davon 26.500 m² oberirdische Bürofläche). Von den 9 Geschossen befinden sich 6 über der Erde. Bemerkenswert ist die sechsgeschossige Rotunde.
Die rund 26.500 m² Bürofläche, die im Gebäude zur Verfügung stehen, wurden bis 2017 auch technisch komplett erneuert. Dazu kommt die von Richard Meier begleitete Umgestaltung der Zugangssituation in Form einer neuen Lobby; die Dachterrasse, die bisher nicht für die Büronutzer zugänglich war, wird eröffnet und steht den Mietern zur Verfügung. Nach dem Umbau sollen mehr als 1.000 Personen im Gebäude arbeiten.

## Nutzung
Das Gebäude wurde als Erweiterung für die Siemens-Hautpverwaltung zwischen dem Wittelsbacherplatz und dem Altstadtring erbaut. Beim Einzug 1999 wurden auch das Firmenarchiv und das Siemens-Museum von ihrem bisherigen Sitz in der Prannerstraße in den Neubau verlegt. Dem Namen SiemensForum entsprechend wurden dem Museum Veranstaltungsräume zugeordnet, in denen sich die Siemens AG an die Öffentlichkeit wandte. Im Zuge großer Umstrukturierungen des Siemens-Konzerns und insbesondere der verschiedenen Standorte in München stieg der Bedarf an Bürofläche am Oskar-von-Miller-Ring. Das Museum wurde 2011 geschlossen und durch eine kleinere Ausstellung ersetzt, die nur noch die Rotunde im Eingang nutzte. Im Rest des Gebäudes waren während des Baus der neuen Hauptverwaltung diverse Abteilungen der Unternehmensleitung untergebracht.
Das Gebäude wurde im September 2013 an ein Konsortium aus der Hines Interests Limited Partnership und der nationalen Pensionskasse Koreas für geschätzte 160 Millionen Euro verkauft.
Seit 2018 nutzt die deutsche Dependance des amerikanischen Medienunternehmens Condé Nast rund 1/3 der Bürofläche im OSKAR als Deutschlandzentrale. Weitere Nutzer sind der Co-working-Anbieter WeWork und die Amazon Web Services. Ende 2018 verkauften Hines und die Pensionskasse National Pension Service (NPS) die Immobilie an Swiss Life und die Universal-Investment. Als Kaufpreis wurden 390 Millionen Euro genannt.

## Siemens-Museum
1916 gründete Siemens in Berlin das erste Firmenmuseum Deutschlands. Das Siemens-Archiv besteht schon seit 1906. Mit der Aufteilung des Firmensitzes auf Berlin und München nach dem Zweiten Weltkrieg wurde das Museum am 31. Mai 1954 nach München in die Prannerstraße 10 verlegt. 1999 erfolgt der Umzug von der Prannerstraße in das neue Gebäude am Oskar-von-Miller-Ring.
Die Dauerausstellung stellte die Entwicklung von Elektrotechnik und Elektronik durch ausgewählte Produkte der Firma unter Einsatz multimedialer Mittel dar, wobei neben technischen auch wirtschaftliche und gesellschaftliche Aspekte beachtet werden. Dabei wurde auch die Historie der Firma selbst nachgezeichnet. Schwerpunkte sind die Bereiche Information und Kommunikation, Energie, Verkehr, Industrie und Umwelt und Gesundheit. Daneben gab es Sonderausstellungen zu wechselnden Themen. Eines der Ausstellungsstücke war ein Auto der Marke Protos, die zu Siemens gehörte.
Bis Mai 2016 befand sich die Ausstellung zur Siemens-Geschichte am Oskar-von-Miller-Ring 20, die sich jetzt im Showroom des neuen Siemens Headquarters in der Werner-von-Siemens-Straße 1 in München befindet.